# Pseudoneglect
Als Pseudoneglect bezeichnet man die Tendenz, die Aufmerksamkeit eher nach links als nach rechts zu lenken. Die Bezeichnung wurde zuerst im Zusammenhang mit dem Befund verwendet, dass Menschen, die die Mitte einer horizontalen Linie kennzeichnen sollen, häufiger nach links als nach rechts vom eigentlichen Zentrum abweichen. Eine vergleichbare „Bevorzugung“ des linken Gesichtsfelds zeigt sich auch in anderen räumlich-visuellen Aufgaben. Die Auswirkungen von Pseudoneglect weisen Ähnlichkeiten mit den Beeinträchtigungen von Patienten mit visuellem Neglect auf, allerdings führt Pseudoneglect zu deutlich kleineren Effekten, die bei gesunden Menschen (meist in Laborstudien) beobachtet werden können.
Analog zum Menschen konnte auch speziesübergreifend bei zwei verschiedenen Vogelarten – Tauben und Hühnern – eine Tendenz zur linksseitigen Aufmerksamkeitsverlagerung gezeigt werden. Demnach wird der grundlegende Mechanismus in der Asymmetrie neuraler Verarbeitung vermutet. Der Befund bei Vögeln steht im Gegensatz zur vorherrschenden Hypothese, welche eine Beteiligung des Corpus Callosum an der Entstehung dieses Seitenunterschiedes in der Verarbeitung vorsieht. Weil jedoch im Gehirn von Vögeln kein Corpus Callosum vorhanden ist, wird stattdessen eine seitenspezifische funktionelle Spezialisierung schon auf der Ebene des visuellen Kortex angenommen. Dementsprechend tritt in den verwendeten Tests zur Aufmerksamkeitsverschiebung aufgrund der Verkreuzung der Sehbahnen eine aufgabenspezifische Ausdifferenzierung des rechten visuellen Kortex zu Tage.
Im Jahre 2020 gelang Archäologen des Sonderforschungsbereichs SFB 1266 an der Universität Kiel der Nachweis dieses Verhaltens in der Urgeschichte. In der Linearbandkeramik wurden sog. Langhäuser errichtet. Bei Vráble, im Südwesten der Slowakei, liegen drei vergleichsweise große Siedlungsagglomerationen mit hunderten solcher Langhäuser in direkter Nachbarschaft zueinander. Wird ein neues Haus neben einem alten errichtet, so wurde dieses am bestehenden Haus orientiert. Die Siedlungen in Vráble (Vráble-Veľké Lehemby) existierten gemessen an den 14C-Daten etwa 300 Jahre lang. In diesem Zeitraum wurde eine fortschreitende Drehung der Ausrichtung der Häuser gegen den Uhrzeigersinn von etwa 32° auf 4° beobachtet. Eine Untersuchung von veröffentlichten und datierten Dorfplänen aus anderen Linearbandkeramik-Regionen bestätigt, dass diese Drehung gegen den Uhrzeigersinn ein allgemeiner mitteleuropäischer Trend ist. Das zeigt, dass immer dann, wenn die Häuser in eine bestimmte Richtung und parallel zueinander ausgerichtet werden sollten, ein Wahrnehmungsfehler auftrat, der eine leichte Drehung gegen den Uhrzeigersinn verursachte. Dies erklären die Forscher als unbewusste, aber systematische Linksabweichung, wie es den Begriff Pseudoneglect definiert.
Pseudoneglect tritt sowohl bei Rechts- als auch bei Linkshändern auf; die Präferenz für die linke Seite ist bei Rechtshändern aber etwas stärker ausgeprägt.